# Neopomphale nonaequa
Neopomphale nonaequa är en stekelart som beskrevs av Christer Hansson och Lasalle 2003. Neopomphale nonaequa ingår i släktet Neopomphale och familjen finglanssteklar.
Artens utbredningsområde är Costa Rica. Inga underarter finns listade i Catalogue of Life.